# Секунд из Вентимильи
Секунд (III век, Фиваида, Римская империя — Вентимилья, Римская империя) — святой воин, мученик. День памяти — 26 августа.
Святой Секунд, воин Фиваидского легиона, генерал-примикирий. Удалился из Агуана, Швейцария. Его часть была схвачена на берегу моря в Лигурии. Обезглавлен в Вентимилии.
Мощи святого Секунда пребывают в соборе Турина, покровителем которого он почитался с 1630 по 1850 год. Честная глава святого пребывает в Вентимилии с X века.